# 22. februar
22. februar er dag 53 i året, i den gregorianske kalender. Der er 312 dage tilbage af året (313 i skudår). Findes ikke i år 1700 i Danmark pga. skift til ny kalender.
Dagens navn: Peters stol. I den katolske kirke har man fejret pavestolen med Peters stolfest siden 300-tallet for at fortrænge en hedensk dødefest. Apostlen Peter var den første biskop af Rom og dermed den første pave.
I spejderverdenen er dagen Thinking Day.

### Begivenheder
Født - Dødsfald
- 1819 - USA køber Florida af Spanien.
- 1845 - I Calcutta underskrives en traktat om, at Trankebar - dansk koloni fra Christian 4.s tid - og alle andre danske områder på indisk område, sælges til Det britiske Ostindiske kompagni for 1.225.000 rigsdaler.
- 1879 - Frank Woolworth åbner sin første 'Woolworths' forretning i Utica i staten New York.
- 1924 - Som den første amerikanske præsident holder Calvin Coolidge en radiotransmitteret tale.
- 1956 - Elvis Presley kommer for første gang på hitlisten med nummeret Heartbreak Hotel.
- 1958 - Syrien og Egypten danner den fælles stat Forenede Arabiske Republik.
- 1967 - Indonesiens præsident Ahmed Sukarno træder tilbage og afløses af general Mohammed Suharto.
- 1968 - Johnny Cash og June Carter bliver forlovet d. 22. februar.
- 1969 - The Beatles indspiller for sidste gang som samlet gruppe.
- 1971 - I Syrien tager general Hafez Assad magten ved et militærkup.
- 1997 - Skotske forskere afslører, at de har klonet et får, der bliver kendt under navnet Dolly.
- 2007 - Snestorm og fygning, så slem, at politiet fraråder al kørsel, og snestormen kan sammenlignes med andre frygtelige snestorme, bl.a. i 1996.

### Født
- 1732 - George Washington, den første amerikanske præsident (død 1799).
- 1778 - Rembrandt Peale, amerikansk kunstmaler (død 1860).
- 1788 - Arthur Schopenhauer, tysk filosof (død 1860).
- 1796 - Lambert Adolphe Jacques Quetelet, matematiker.
- 1810 - Frédéric Chopin, polsk komponist (død 1849).
- 1817 - Carl Wilhelm Borchardt, tysk matematiker (død 1880).
- 1817 - Niels W. Gade, dansk komponist og dirigent (død 1890).
- 1819 - James Russell Lowell, amerikansk poet og essayist (død 1891).
- 1839 - Francis Pharcellus Church, amerikansk forlægger (død 1906).
- 1857 - Robert Baden-Powell, engelsk grundlægger af spejderbevægelsen (død 1941).
- 1857 - Heinrich Rudolf Hertz, tysk fysiker (død 1894).
- 1879 - Johannes Nicolaus Brønsted, dansk kemiker (død 1947).
- 1883 - Olga Svendsen, dansk skuespiller og sanger (død 1942).
- 1889 - Olave Baden-Powell, engelsk verdenschef for pigespejderne (død 1977).
- 1900 - Luis Buñuel, spansk-mexicansk filminstruktør (død 1983).
- 1906 - Helge Kjærulff-Schmidt, dansk skuespiller (død 1982).
- 1914 - Renato Dulbecco, amerikansk virolog (død 2012).
- 1918 - Robert Wadlow, amerikaner, verdens højeste mand (død 1940).
- 1918 - Don Pardo, amerikansk radio og tv-speaker (død 2014).
- 1926 - Didder Rønlund, dansk modejournalist (død 2019).
- 1927 - Florencio Campomanes, filippinsk politolog og skakfunktionær (død 2010).
- 1928 - Axel Strøbye, dansk skuespiller (død 2005).
- 1929 - James Hong, amerikansk skuespiller.
- 1932 - Edward Kennedy, amerikansk senator (død 2009).
- 1933 - Avi Sagild, amerikansk-dansk skuespiller (død 1995).
- 1936 - Eva Bostrup, dansk journalist (død 2012).
- 1941 - Jens Frobenius, dansk maler, grafiker og journalist.
- 1942 - Christine Keeler, tysk fotomodel (død 2017).
- 1943 - Vivi Flindt, dansk solodanserinde.
- 1943 - Horst Köhler, tysk forbundspræsident.
- 1944 - Benny Hansen, dansk skuespiller (død 1998).
- 1944 - Jonathan Demme, amerikansk filminstruktør (død 2017).
- 1944 - Karsten Sand Iversen, dansk forfatter og oversætter.
- 1946 - Kresten Bjerre, dansk fodboldspiller (død 2014).
- 1948 - Suzanne Bjerrehuus, dansk jurist.
- 1948 - Asbjørn Agerschou, dansk politiker (død 2024).
- 1949 - Niki Lauda, østrigsk racerkører (død 2019).
- 1950 - Lars Qvortrup, dansk mag.art. og professor i multimedier.
- 1950 - Miou-Miou, fransk skuespillerinde.
- 1959 - Kyle MacLachlan, amerikansk skuespiller.
- 1962 - Stephen Robert Irwin , australsk dyreforkæmper (død 2006).
- 1963 - Vijay Singh, fijiansk golfspiller.
- 1964 - Magnus Wislander, svensk håndboldspiller.
- 1968 - Jeri Ryan, amerikansk skuespillerinde.
- 1969 - Brian Laudrup, tidligere fodboldlandsholdsspiller.
- 1974 - James Blunt, engelsk sanger og sangskriver.
- 1975 - Drew Barrymore, amerikansk skuespillerinde.
- 1984 - Branislav Ivanović, serbisk fodboldspiller.

### Dødsfald
- 1512 - Amerigo Vespucci, italiensk købmand og opdagelsesrejsende (født 1454).
- 1750 - Pietro Filippo Scarlatti, italiensk komponist (født 1679).
- 1797 - Baron von Münchhausen, tysk officer og eventyrer (født 1720).
- 1875 - Jean-Baptiste Camille Corot, fransk maler (født 1796).
- 1890 - Carl Bloch, dansk maler (født 1834).
- 1903 - Hugo Wolf, østrigsk komponist (født 1860).
- 1913 - Francisco I. Madero, mexicansk revolutionær og præsident (født 1873) - henrettet.
- 1936 - Johan Skjoldborg, dansk forfatter (født 1861).
- 1942 - Stefan Zweig, østrigsk forfatter (født 1881).
- 1944 - Medlemmer fra den tyske modstandsgruppe Weiße Rose henrettet:
  - Hans Scholl (født 1918).
  - Sophie Scholl (født 1921).
  - Christoph Probst (født 1919).
- 1968 - Peter Arno, amerikansk tegner (født 1904).
- 1987 - Andy Warhol, amerikansk kunstner og forfatter (født 1928).
- 2009 - Erik Haunstrup Clemmensen, dansk erhvervsleder og folketingsmedlem (født 1920).
- 2013 - Wolfgang Sawallisch, tysk dirigent og pianist (født 1923).
- 2016 - Douglas Slocombe, engelsk filmfotograf (født 1913).
- 2018 - Piet van Deurs, dansk journalist og forfatter (født 1931).

|  | Denne datoartikel kan blive bedre, hvis der indsættes et (bedre) billede Du kan hjælpe ved at afsøge Wikimedia Commons for et passende billede eller uploade et godt billede til Wikimedia Commons iht. de tilladte licenser og indsætte det i artiklen. |